# Sankt Ulrich am Waasen
Pour les articles homonymes, voir Sankt Ulrich.
Sankt Ulrich am Waasen est une commune autrichienne du district de Leibnitz en Styrie.